# Carolina (Schiff, 1818)
Die Carolina oder La Carolina war das erste Dampfschiff, das zwischen Triest und Venedig verkehrte, die damals beide zum Kaisertum Österreich gehörten. Benannt wurde es vermutlich nach der Kaiserin Karoline Auguste von Bayern, der vierten Frau von Kaiser Franz I.

## Geschichte
Franz I. wollte den Einsatz von Dampfschiffen im Königreich Lombardo-Venetien vorantreiben und stellte eine 15-jährige alleinige Lizenz und Steuererleichterungen in Aussicht. Am 21. Dezember 1817 erhielt der amerikanische Konsul und Händler John Allen aus Philadelphia diese Lizenz. Er ließ in der Werft Panfilli ein Schiff mit Holzrumpf bauen und mit einer Zweizylinder-Dampfmaschine von James Cook aus Glasgow ausstatten. Am 4. Dezember 1818 machte er einen ersten Test und danach nahm das Schiff den regelmäßigen Verkehr zwischen Triest und Venedig auf.
Am 22. Oktober 1819 wurde der Engländer William Morgan Teilhaber des Schiffs. 1820 wurde die Carolina abgebrochen und die Dampfmaschine in ein anderes Schiff mit dem Namen Carolina eingebaut.